# Premierzy Ugandy

## Lista premierów Ugandy
| Osoba                                                | Osoba   | Osoba                            | Kadencja          | Kadencja          | Partia polityczna     |
| #                                                    | Portret | Imię i nazwisko                  | Od                | Donsi             | Partia polityczna     |
| ---------------------------------------------------- | ------- | -------------------------------- | ----------------- | ----------------- | --------------------- |
| 1                                                    |         | Benedicto Kiwanuka (1922–1972)   | 2 lipca 1961      | 30 kwietnia 1962  | Partia Demokratyczna  |
| 2                                                    |         | Milton Obote (1925–2005)         | 30 kwietnia 1962  | 15 kwietnia 1966  | Ludowy Kongres Ugandy |
| urząd zniesiony (15 kwietnia 1966 – 18 grudnia 1980) |         |                                  |                   |                   |                       |
| 3                                                    |         | Otema Allimadi (1929–2001)       | 18 grudnia 1980   | 27 lipca 1985     | Ludowy Kongres Ugandy |
| 4                                                    |         | Paulo Muwanga (1921–1991)        | 1 sierpnia 1985   | 25 sierpnia 1985  | bezpartyjny           |
| 5                                                    |         | Abraham Waligo (1925–2000)       | 25 sierpnia 1985  | 26 stycznia 1986  | bezpartyjny           |
| 6                                                    |         | Samson Kisekka (1912–1999)       | 30 stycznia 1986  | 22 stycznia 1991  | Narodowy Ruch Oporu   |
| 7                                                    |         | George Cosmas Adyebo (1947–2000) | 22 stycznia 1991  | 18 listopada 1994 | Narodowy Ruch Oporu   |
| 8                                                    |         | Kintu Musoke (1938–)             | 18 listopada 1994 | 5 kwietnia 1999   | Narodowy Ruch Oporu   |
| 9                                                    |         | Apolo Nsibambi (1940–2019)       | 5 kwietnia 1999   | 24 maja 2011      | Narodowy Ruch Oporu   |
| 10                                                   |         | Amama Mbabazi (1949–)            | 24 maja 2011      | 18 września 2014  | Narodowy Ruch Oporu   |
| 11                                                   |         | Ruhakana Rugunda (1947–)         | 18 września 2014  | 14 czerwca 2021   | Narodowy Ruch Oporu   |
| 12                                                   |         | Robinah Nabbanja (1969–)         | 14 czerwca 2021   | nadal             | Narodowy Ruch Oporu   |